# 1980年2月16日日食
1980年2月16日日食是一次日全食，發生於1980年2月16日，當天也是春節。新月當天（即朔日），地球上觀測到月球和太阳的角距離極小，此時月球如果恰好在月球交點附近，穿過太阳和地球之間，與地球、太阳接近一直線，則會出現日食。月球本影接觸地表而使該區域完全得不到陽光，就會形成日全食，同時在本影兩側數千公里的半影範圍內遮擋部分陽光，形成日偏食。此次日全食經過了安哥拉、薩伊、坦桑尼亚、肯尼亚、印度、孟加拉国、缅甸和中国，日偏食則覆蓋了幾乎整個非洲和亚洲中南部的廣大區域。

## 日食概況

### 出現區域
利比里亚西南約960公里處的大西洋洋面最先看到日全食，然後月球本影向東移動，在安哥拉和薩伊（今刚果民主共和国）交界處登上非洲大陸，穿過坦桑尼亚和肯尼亚後進入印度洋，並在索马里東南約290公里處的海面達到最大食分，再向東北斜穿印度，劃過孟加拉灣北部，然後穿過孟加拉国東南部並再次擦過印度後橫穿缅甸，最終結束於中国境內。
本影經過的陸地依次包括：
- 安哥拉人民共和国：喀丙達省南部、薩伊省北部、威熱省北部；
- （今刚果民主共和国）：利奧波德維爾省南部（今中刚果省南部）、班頓杜省中部偏南（今寬果省中部和奎盧省南部）、西开赛省中部偏南（今開賽省南部和盧盧阿省中部偏北）、东开赛省中部偏南（今东开赛省中南部和洛馬米省北部）、沙巴省北部（今上洛马米省北部和坦噶尼喀省北部）、基伍省（英语：Kivu）東南端（今马涅马省東南角和南基伍省南端）；
- 坦桑尼亚：基戈馬區中部偏南、塔波拉區北部、欣延加區南端、曼亞拉區北部、多多馬區北部、阿魯沙區南部、乞力馬扎羅區大部、坦噶區極北端面積極小的一角，其中非洲最高峰乞力马扎罗山位於全食帶北緣，南坡能看到日全食，而山頂和北坡能看到食分接近1的日偏食；
- ：裂谷省的卡耶亞多郡東南角、東部省的基圖伊郡南端、濱海省的泰塔塔維塔郡除北端外的大部、夸萊郡北部、基利菲郡除南端外的大部、塔納河郡南部、拉穆郡中南部；
- 印度：當時的中央直辖区果阿南部，及卡纳塔克邦中部偏北、安得拉邦北部、特伦甘纳邦南部、恰蒂斯加尔邦南端、奥迪沙邦南部、米佐拉姆邦南部；
- ：巴里薩爾專區南端、吉大港專區中部偏南；
- 緬甸聯邦社會主義共和國：欽邦中部、馬圭省北端、實皆省中部偏南、曼德勒省北端、克欽邦南端、撣邦北部；
- 中国：橫貫云南省中部後進入贵州省，結束於黔东南苗族侗族自治州境內。[3][4]

除了上述狹窄的全食帶內能看到日全食之外，月球半影覆蓋範圍內都能看到日偏食，包括除北部沿海地區外的幾乎整個非洲、除安那托利亞半島外的中东大部、除哈萨克斯坦西北部外的中亚大部、整個南亚、西伯利亚南部、除東部小片地區外的蒙古人民共和国大部、除東北及東部部分沿海地區外的中国大部、除東南部島嶼外的东南亚大部。

### 基本參數
- 類型：日全食
- 食甚中心處（位於索马里東南約290公里處的印度洋）資料：
  - 時間：1980年2月16日8:53:10.6
  - 地點：0°6.1′S 47°6.1′E / 0.1017°S 47.1017°E
  - 食分：1.0434（全食帶內最大）
  - 日全食持續時間：4分8.0秒

## 觀測
地球繞太阳、月球繞地球公转及月球交點的移動均有規律，只要數據足夠準確，就能夠精確計算出過去及將來的日食，也能為日食觀測提前做準備。日全食發生時，在月球本影區域內，月球完全遮蔽了太阳的光球部分，在短暫的時間內出現類似黑夜的景象。比光球暗得多、平時無法看見的色球、日冕和日珥都在此時出現，在日冕儀發明之前，這是研究太陽大氣的唯一機會，因此日全食觀測以此為重點。而在本影以外數千公里的半影區域內，月球只遮擋了部分陽光，發生日偏食，並未形成類似黑夜的景象，能看到的只是太阳形狀有所殘缺，色球、日冕和日珥等光球以外的部分仍然無法看到。

### 印度

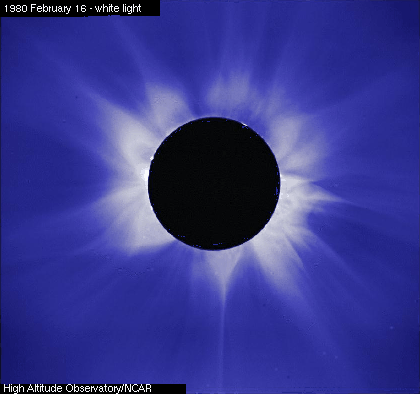
本次日全食發生於太陽極大期前後，能看到豐盛的盔狀流，拍攝於印度

這是除安达曼-尼科巴群岛外的印度本土在20世紀能看到的第三次日全食，但由於1914年8月21日的全食帶在英属印度的覆蓋範圍主要位於現巴基斯坦境內，而1954年6月30日只有塔尔沙漠在日落時分才能看到日全食，所以實際上這是印度自1898年1月22日以來第一次觀測條件較好的日全食。印度天體物理研究所在胡布利附近的霍蘇爾和卡纳塔克邦賴久爾縣的傑沃勒蓋勒附近建了兩個營地，放置了觀測色球和日冕輻射等的儀器。捷克和南斯拉夫的觀測隊也在其附近觀測。斯洛伐克科學院天文研究所也派出了7人的觀測隊在傑沃勒蓋勒附近觀測此次日全食。觀測地當天天氣晴好，觀測隊攝得了日冕照片。

### 中國
這是文化大革命結束後中国境內能看到的首次日全食，上一次發生在1968年9月22日，中国境內全食最長只持續不到半分鐘，且發生在日落時分，太阳高度角較低，與之相比，此次日食雖然也在日落時分，但中国境內最長的全食超過了1分40秒，觀測條件好得多。
中国科学院在1975年4月在昆明召開的太陽物理會議，向中國科學院建議組織這次日全食的聯合觀測，1976年3月組織日食帶選址的實地考察。組織太阳光學和射電觀測、電離層、地磁场和引力場測量等多種類型的共31項觀測，氣象部門還研究了日全食期間的天氣變化。中國境內的光學觀測主要位於云南省瑞麗縣（今瑞丽市）的營盤山，射電觀測則在昆明市鳳凰山的雲南天文台。此外，上海科教電影制片廠對日食觀測活動全過程錄製紀錄片。

## 相關的日食

### 1979-1982年的日食
月球交替位於相對的月球交點時，以半個交點年（食年），即約177天又4小時間隔出現下列日食。
| 降交點                                                          | 降交點                   |          | 升交點                   | 升交點 |
| 沙羅周期                                                        | 地圖                     | 沙羅周期 | 地圖                     |        |
| 120                                                             | 1979年2月26日 全食       | 125      | 1979年8月22日 環食       |        |
| 130                                                             | 1980年2月16日 全食       | 135      | 1980年8月10日 環食       |        |
| 140                                                             | 1981年2月4日 環食        | 145      | 1981年7月31日 全食       |        |
| 150                                                             | 1982年1月25日 偏食（南） | 155      | 1982年7月20日 偏食（北） |        |
| 註：1982年6月21日和1982年12月15日的日偏食屬於下一組交點年系列。 |                          |          |                          |        |

### 沙羅週期
沙羅週期長度為18年11天。本次日食屬於沙羅週期130，共包含73次日食，依次為1096年8月20日至1457年3月25日的21次日偏食、1475年4月5日至2232年7月18日的43次日全食、2250年7月30日至2394年10月25日的9次日偏食，總共歷時1298.17年。其中最長的全食發生於1619年7月11日，共持續了6分41秒。
下表列舉了1901年至2100年間發生的屬於該周期的日食，是第46至56次：
| 46            | 47            | 48            |
| ------------- | ------------- | ------------- |
| 1908年1月3日  | 1926年1月14日 | 1944年1月25日 |
| 49            | 50            | 51            |
| 1962年2月5日  | 1980年2月16日 | 1998年2月26日 |
| 52            | 53            | 54            |
| 2016年3月9日  | 2034年3月20日 | 2052年3月30日 |
| 55            | 56            |               |
| 2070年4月11日 | 2088年4月21日 |               |

## 資料來源
1. 1 2  樊忠玉. . 中国天文科普网.   [2015-07-13]. （原始内容存档于2014-09-17）.
2. 1 2  Fred Espenak. . NASA Eclipse Web Site.   [2015-07-13]. （原始内容存档于2020-10-20）.（英文）
3. ↑  Fred Espenak. . NASA Eclipse Web Site.   [2015-07-13]. （原始内容存档于2020-10-23）.（英文）
4. ↑  Xavier M. Jubier. .   [2016-01-10]. （原始内容存档于2016-03-04）.（法文）（英文）
5. ↑  Fred Espenak. . NASA Eclipse Web Site.   [2013-04-15]. （原始内容存档于2008-08-29）.（英文）
6. ↑  J. C. Bhattacharyya.  (PDF). Proc. Indian natn. Sci. Acad. 1980, 46, A (3): 191–197  [2015-07-05]. （原始内容 (pdf)存档于2015-05-09）.（英文）
7. ↑  R. C. Kapoor. . Indian Institute of Astrophysics.   [2015-07-05]. （原始内容存档于2012-11-28）.（英文）
8. ↑  Miloslav Druckmüller. .   [2015-07-05]. （原始内容存档于2010-02-12）.（英文）
9. ↑  .   [2015-07-05]. （原始内容存档于2020-10-17）.
10. ↑  . 昆明信息港.   [2015-07-05]. （原始内容存档于2015-07-05）.
11. ↑  Fred Espenak. . NASA Eclipse Web Site.（英文）

## 外部連結
- NASA日食專頁（页面存档备份，存于）（英文）
- 可見區域圖和時間統計：由弗雷德·埃斯佩纳克做出的日食預報，NASA/GSFC
  - Google互動地圖呈現的日食範圍
  - 貝塞爾元素
- Google地圖顯示的日全食和日偏食範圍（页面存档备份，存于）（法文）（英文）

圖片：
- 1954-2008年歷次日全食的日冕（页面存档备份，存于），本次拍攝於印度賈瓦拉格拉（英语：Jawalagera）（法文）（英文）
- 印度的照片（英文）
- 印度拍攝的日冕及其特徵分析（页面存档备份，存于）（英文）

| \| \| 日食 \|                             |                              |                                           |
| 上一次日食： 1979年8月22日日食 （日環食） | 1980年2月16日日食 （日全食） | 下一次日食： 1980年8月10日日食 （日環食） |
| 上一次日全食： 1979年2月26日日食          | 1980年2月16日日食 （日全食） | 下一次日全食： 1981年7月31日日食          |
|                                           | 日食                         |                                           |